# Gouverneur
Gouverneur és una població dels Estats Units a l'estat de Nova York. Segons el cens del 2000 tenia 4.263 habitants.

## Demografia
Segons el cens del 2000, Gouverneur tenia 4.263 habitants, 1.667 habitatges, i 1.093 famílies. La densitat de població era de 772,7 habitants/km².
Dels 1.667 habitatges en un 36,3% hi vivien nens de menys de 18 anys, en un 47,6% hi vivien parelles casades, en un 13,9% dones solteres, i en un 34,4% no eren unitats familiars. En el 29,2% dels habitatges hi vivien persones soles el 15,2% de les quals corresponia a persones de 65 anys o més que vivien soles. El nombre mitjà de persones vivint en cada habitatge era de 2,52 i el nombre mitjà de persones que vivien en cada família era de 3,09.
Per edats la població es repartia de la següent manera: un 29,8% tenia menys de 18 anys, un 9,5% entre 18 i 24, un 27,3% entre 25 i 44, un 19,7% de 45 a 60 i un 13,7% 65 anys o més.
L'edat mediana era de 33 anys. Per cada 100 dones de 18 o més anys hi havia 82,9 homes.
La renda mediana per habitatge era de 25.174 $ i la renda mediana per família de 29.192 $. Els homes tenien una renda mediana de 31.768 $ mentre que les dones 20.064 $. La renda per capita de la població era de 12.482 $. Entorn del 17,6% de les famílies i el 18,3% de la població estaven per davall del llindar de pobresa.